# Ulica Międzyrzecka w Łukowie
Ulica Międzyrzecka – najdłuższa ulica Łukowa. Jej długość wynosi ok. 4,7 km.

## Przebieg
Jest częścią drogi wojewódzkiej nr 806, która prowadzi z Łukowa do Międzyrzeca Podlaskiego. Zaczyna się w centrum miasta skrzyżowaniem z ul. ks. kard. Stefana Wyszyńskiego, przy pl. Solidarności i Wolności. Początkowo biegnie w kierunku zbliżonym do północnego, po czym skręca łagodnym łukiem na północny wschód, rozpoczynając długi prosty odcinek. Przebiega tunelem drogowym pod torami kolejowymi i ciągnie się dalej, aż do skrzyżowania z ul. Wschodnią. Kilkadziesiąt metrów za tym skrzyżowaniem kończy się. Końcowy odcinek ul. Międzyrzeckiej o długości około 1 km przebiega wzdłuż granicy z wsią Karwacz.